# Логвини
Ло́гвини — колишнє село, Дрижиногреблянська сільська рада, Кобеляцький район, Полтавська область, Україна.
Ліквідоване в 1988 році.

## Географія
Село Логвин розташовувалося за 2-а км від правого берега річки Кобелячка та за 2-а км від лівого берега струмка Вовчий.
За 1,5 км розташоване село Дрижина Гребля.

## Історія
- 1988 — село ліквідоване[1].